# Samsung Galaxy A10
Il Samsung Galaxy A10 è uno smartphone (per le dimensioni talvolta definito phablet) di fascia bassa prodotto da Samsung, facente parte della serie Samsung Galaxy A.

## Caratteristiche tecniche

### Hardware
Il Galaxy A10 è uno smartphone con form factor di tipo slate, le cui dimensioni sono di 155,6 × 75,6 × 7,9 millimetri e pesa 168 grammi.
Il dispositivo è dotato di connettività GSM, HSPA, LTE, di Wi-Fi 802.11 b/g/n con supporto a Wi-Fi Direct ed hotspot, di Bluetooth 5.0 con A2DP ed LE, di GPS con A-GPS, BDS, GALILEO e GLONASS e di radio FM. Ha una porta microUSB 2.0 OTG ed un ingresso per jack audio da 3,5 mm.
Il Galaxy A10 è dotato di uno schermo touchscreen capacitivo da 6,2 pollici di diagonale, di tipo IPS LCD con aspect ratio 19:9 e angoli arrotondati. La risoluzione è HD+ (720 × 1520 pixel, densità di 271 pixel per pollice). 
Le cornici ed il retro sono in plastica.
La batteria agli ioni di litio da 3400 mAh non è removibile dall'utente.
Il chipset è un Exynos 7884. La memoria interna è di tipo eMMC 5.1 è di 32 GB, mentre la RAM è di 2 o 4 GB (in base al taglio scelto).
La fotocamera posteriore ha un sensore CMOS da 13 megapixel, dotata di autofocus, modalità HDR e flash LED, in grado di registrare al massimo video full HD a 30 fotogrammi al secondo, mentre la fotocamera anteriore è da 5 megapixel.

### Software
Il sistema operativo è Android, in versione 9.0 Pie, aggiornabile ufficialmente fino ad Android 11.
Ha l'interfaccia utente One UI 1.1, aggiornabile fino alla versione 3.1.

## Commercializzazione
Il dispositivo è stato immesso sul mercato a marzo 2019. Ne è stata commercializzata anche una versione Duos (dual SIM).

### Versioni[3]
- SM-A105F (una SIM): SM-A105G, SM-A105M, SM-A105FN;
- SM-A105F/DS (dual SIM): SM-A105FN/DS (globale), SM-A105G/DS (APAC), SM-A105M/DS (LATAM/Brasile).

## Varianti

### Galaxy A10e
Il Samsung Galaxy A10e è una versione più economica del Galaxy A10, dal quale differisce per schermo (5,83") e batteria (3000 mAh) più piccoli, per il reparto fotografico (in base alla versione, l'A10e ha una fotocamera da 5 o 8 megapixel posteriore e da 2 o 5 anteriore) e per la presenza di Wi-Fi dual-band e connettore USB-C.

### Galaxy A10s
Il Samsung Galaxy A10s è una versione "migliorata" del Galaxy A10, dal quale differisce principalmente per il differente reparto fotografico (due sensori posteriore da 13 e 2 megapixel, singolo anteriore da 8 megapixel), per il chipset (MediaTek Helio P22) e per la batteria maggiorata (4000 mAh).